# Mark Jackson
Mark A. Jackson (Brooklyn, 1º aprile 1965) è un ex cestista e allenatore di pallacanestro statunitense, professionista nella NBA.

## Carriera da giocatore
Jackson fu la diciottesima scelta del Draft NBA 1987 dei New York Knicks. Giocò con Patrick Ewing e Charles Oakley e il suo miglior anno a New York fu sotto la guida di coach Rick Pitino con 13.6 punti di media e 10.6 assist proprio nella sua stagione da rookie, statistiche che gli garantirono il premio di Rookie of the Year. Essendo stato scelto alla numero 18 nel Draft, Mark Jackson rappresenta la seconda del Draft più bassa ad aver vinto il premio Rookie of the Year dopo Woody Sauldsberry che nel 1958 vinse il premio nonostante fosse la scelta numero 60.
Nella stagione successiva, i Knicks vinsero il titolo dell'Atlantic Division e si piazzarono secondi nella Eastern Conference, proprio dietro i Detroit Pistons che vinsero il campionato quell'anno. Il 1989 è un anno importante per Jackson in quanto partecipò all'NBA All-Star Weekend 1989 per l'unica volta nella sua carriera. Nei Playoffs i Knicks sconfissero per 4-0 i Philadelphia 76ers di Charles Barkley nel primo turno per poi venire sconfitti dai Chicago Bulls di Michael Jordan, che mise a segno più di 40 punti di media nella serie, per 4-2. Le stagioni seguenti non furono brillanti per Jackson per via di un suo calo di forma e della partenza di Coach Pitino che andò ad allenare l'University of Kentucky.
Nella stagione 1991-92 Jackson si trasferì ai Los Angeles Clippers in una trade che mandò Charles Smith e Doc Rivers ai Knicks. Con i suoi compagni di squadra Danny Manning e Ron Harper, allenato da Larry Brown, Jackson aiutò i Clippers ad andare ai Playoffs per il secondo anno consecutivo.
Nel 1994 Mark Jackson fu scambiato con gli Indiana Pacers per Pooh Richardson, Malik Sealy e una scelta al draft. Ai Pacers giocò con Reggie Miller e Rik Smits. Prima della stagione 1996-97 fu mandato ai Denver Nuggets, ma visto che i risultati dei Pacers in quella stagione non erano soddisfacenti il general manager di Indiana Donnie Walsh decise di riprendere Jackson, che tuttavia non riuscì ad aiutare i suoi compagni a qualificarsi per i play-off. Nella stagione 1999-2000 gli Indiana Pacers si qualificano alle Finals, unica presenza di Mark Jackson nelle finali NBA, ma persero contro i Los Angeles Lakers di per 4-2.
La stagione seguente venne ceduto ai Toronto Raptors, franchigia in cui Jackson giocò 54 partite prima di essere ceduto nuovamente ai Knicks, ma nei play-off in quella stagione la squadra di New York venne eliminata dai play-off proprio dalla squadra canadese.
Nella stagione 2002-03 Jackson giocò per gli Utah Jazz come riserva di John Stockton. Mentre giocò la sua ultima stagione nel 2003-04 agli Houston Rockets accumulando 42 presenze.
Chiuse la carriera come 4º giocatore ad aver fornito il maggior numero di assist nella Lega (10.334).

## Carriera da allenatore
Il 6 giugno 2011 Jackson fu assunto come allenatore dai Golden State Warriors. Prese in eredità una squadra che aveva partecipato ai play-off una sola volta nei precedenti 17 anni, e promise di farla diventare una buona squadra a livello difensivo oltre che una contendente al titolo. Ma il primo anno, stagione 2011-12, non andò bene, infatti si chiuse con il record di 23-43 anche per colpa degli infortuni dei giocatori chiave. Nel 2012-13 grazie alle grandi prestazioni di Stephen Curry e di Klay Thompson, il record migliorò sensibilmente, portandosi a 47-35 che valse il sesto posto nella Wester Conference. Al primo turno la squadra californiana sconfisse i Denver Nuggets per 4-2 per poi perdere in semifinale contro i San Antonio Spurs sempre in sei gare.
Nella stagione seguente i Warriors migliorarono ancora il proprio record portandolo a 51-31, e tornando a vincere 50 partite in una stagione dopo quella 1993-94. Ma la postseason non fu a livello della regular season. I Warriors infatti si fermarono al primo turno perdendo gara-7 contro i Los Angeles Clippers. Il 6 maggio 2014 Jackson fu licenziato dai Golden State Warriors.

## Statistiche

### College
| Anno      | Squadra             | PG  | PT | MP   | TC%  | 3P%  | TL%  | RP  | AP  | PRP | SP  | PP   |
| --------- | ------------------- | --- | -- | ---- | ---- | ---- | ---- | --- | --- | --- | --- | ---- |
| 1983-1984 | St. John's R. Storm | 30  | 13 | 28,5 | 57,5 | -    | 68,8 | 2,0 | 3,6 | 0,6 | 0,3 | 5,8  |
| 1984-1985 | St. John's R. Storm | 35  | -  | 17,2 | 56,4 | -    | 72,5 | 1,3 | 3,1 | 0,7 | 0,1 | 5,1  |
| 1985-1986 | St. John's R. Storm | 36  | 36 | 37,2 | 47,8 | -    | 73,9 | 3,5 | 9,1 | 1,9 | 0,2 | 11,3 |
| 1986-1987 | St. John's R. Storm | 30  | 30 | 39,5 | 50,4 | 41,9 | 80,6 | 3,7 | 6,4 | 2,0 | 0,2 | 18,9 |
| Carriera  | Carriera            | 131 | 79 | 30,4 | 51,0 | 41,9 | 75,1 | 2,6 | 5,6 | 1,3 | 0,2 | 10,1 |

### NBA

#### Regular Season
| Anno      | Squadra         | PG   | PT   | MP   | TC%  | 3P%  | TL%  | RP  | AP   | PRP | SP  | PP   |
| --------- | --------------- | ---- | ---- | ---- | ---- | ---- | ---- | --- | ---- | --- | --- | ---- |
| 1987-1988 | N.Y. Knicks     | 82   | 80   | 39,6 | 43,2 | 25,4 | 77,4 | 4,8 | 10,6 | 2,5 | 0,1 | 13,6 |
| 1988-1989 | N.Y. Knicks     | 72   | 72   | 34,4 | 46,7 | 33,8 | 69,8 | 4,7 | 8,6  | 1,9 | 0,1 | 16,9 |
| 1989-1990 | N.Y. Knicks     | 82   | 69   | 29,6 | 43,7 | 26,7 | 72,7 | 3,9 | 7,4  | 1,3 | 0,0 | 9,9  |
| 1990-1991 | N.Y. Knicks     | 72   | 21   | 22,2 | 49,2 | 25,5 | 73,1 | 2,7 | 6,3  | 0,8 | 0,1 | 8,8  |
| 1991-1992 | N.Y. Knicks     | 81   | 81   | 30,4 | 49,1 | 25,6 | 77,0 | 3,8 | 8,6  | 1,4 | 0,2 | 11,3 |
| 1992-1993 | L.A. Clippers   | 82   | 81   | 38,0 | 48,6 | 26,8 | 80,3 | 4,7 | 8,8  | 1,7 | 0,1 | 14,4 |
| 1993-1994 | L.A. Clippers   | 79   | 79   | 34,3 | 45,2 | 28,3 | 79,1 | 4,4 | 8,6  | 1,5 | 0,1 | 10,9 |
| 1994-1995 | Indiana Pacers  | 82   | 67   | 29,3 | 42,2 | 31,0 | 77,8 | 3,7 | 7,5  | 1,3 | 0,2 | 7,6  |
| 1995-1996 | Indiana Pacers  | 81   | 81   | 32,6 | 47,3 | 43,0 | 78,5 | 3,8 | 7,8  | 1,2 | 0,1 | 10,0 |
| 1996-1997 | Denver Nuggets  | 52   | 52   | 38,5 | 42,5 | 39,7 | 80,1 | 5,2 | 12,3 | 1,0 | 0,2 | 10,4 |
| 1996-1997 | Indiana Pacers  | 30   | 30   | 35,1 | 42,7 | 31,6 | 76,6 | 4,1 | 9,8  | 1,5 | 0,1 | 9,0  |
| 1997-1998 | Indiana Pacers  | 82   | 82   | 29,4 | 41,6 | 31,4 | 76,1 | 3,9 | 8,7  | 1,0 | 0,0 | 8,3  |
| 1998-1999 | Indiana Pacers  | 49   | 49   | 28,2 | 41,9 | 31,1 | 82,3 | 3,8 | 7,9  | 0,9 | 0,1 | 7,6  |
| 1999-2000 | Indiana Pacers  | 81   | 81   | 27,0 | 43,2 | 40,3 | 80,6 | 3,7 | 8,0  | 0,9 | 0,1 | 8,1  |
| 2000-2001 | Toronto Raptors | 54   | 54   | 33,4 | 42,2 | 34,5 | 84,2 | 3,4 | 9,2  | 1,2 | 0,1 | 8,5  |
| 2000-2001 | N.Y. Knicks     | 29   | 28   | 27,1 | 41,1 | 31,0 | 52,9 | 4,1 | 5,6  | 0,7 | 0,0 | 5,9  |
| 2001-2002 | N.Y. Knicks     | 82   | 82   | 28,9 | 43,9 | 40,5 | 79,1 | 3,8 | 7,4  | 0,9 | 0,0 | 8,4  |
| 2002-2003 | Utah Jazz       | 82   | 0    | 17,9 | 39,8 | 28,4 | 76,3 | 2,1 | 4,6  | 0,6 | 0,0 | 4,7  |
| 2003-2004 | Houston Rockets | 42   | 3    | 13,7 | 34,0 | 17,1 | 71,8 | 1,7 | 2,8  | 0,4 | 0,0 | 2,5  |
| Carriera  | Carriera        | 1296 | 1092 | 30,2 | 44,7 | 33,2 | 77,0 | 3,8 | 8,0  | 1,2 | 0,1 | 9,6  |

#### Playoffs
| Anno     | Squadra         | PG  | PT  | MP   | TC%  | 3P%  | TL%  | RP  | AP   | PRP | SP  | PP   |
| -------- | --------------- | --- | --- | ---- | ---- | ---- | ---- | --- | ---- | --- | --- | ---- |
| 1988     | N.Y. Knicks     | 4   | 4   | 42,8 | 36,7 | 41,7 | 72,7 | 4,8 | 9,8  | 2,5 | 0,0 | 14,3 |
| 1989     | N.Y. Knicks     | 9   | 9   | 37,3 | 51,0 | 39,3 | 67,9 | 3,4 | 10,1 | 1,1 | 0,3 | 14,7 |
| 1990     | N.Y. Knicks     | 9   | 0   | 9,0  | 41,9 | 0,0  | 72,7 | 0,6 | 2,3  | 0,2 | 0,0 | 3,8  |
| 1991     | N.Y. Knicks     | 3   | 0   | 12,0 | 33,3 | -    | -    | 0,0 | 2,7  | 0,3 | 0,3 | 0,7  |
| 1992     | N.Y. Knicks     | 12  | 12  | 30,7 | 40,2 | 19,0 | 81,5 | 2,3 | 7,2  | 0,8 | 0,0 | 8,3  |
| 1993     | L.A. Clippers   | 5   | 5   | 37,6 | 43,8 | 50,0 | 86,4 | 5,8 | 7,6  | 1,6 | 0,2 | 15,2 |
| 1995     | Indiana Pacers  | 17  | 17  | 32,6 | 45,4 | 40,0 | 73,9 | 5,2 | 7,2  | 0,9 | 0,0 | 9,9  |
| 1996     | Indiana Pacers  | 5   | 5   | 37,2 | 35,3 | 22,2 | 76,5 | 5,0 | 6,0  | 1,2 | 0,0 | 10,6 |
| 1998     | Indiana Pacers  | 16  | 16  | 30,9 | 41,7 | 37,8 | 79,4 | 4,6 | 8,3  | 1,4 | 0,0 | 9,2  |
| 1999     | Indiana Pacers  | 13  | 13  | 34,7 | 49,5 | 41,2 | 71,4 | 4,5 | 8,6  | 1,1 | 0,1 | 11,2 |
| 2000     | Indiana Pacers  | 23  | 23  | 27,6 | 39,2 | 31,3 | 90,3 | 3,7 | 7,7  | 0,8 | 0,1 | 8,1  |
| 2001     | N.Y. Knicks     | 5   | 5   | 31,2 | 50,0 | 25,0 | 100  | 5,2 | 5,2  | 1,6 | 0,0 | 9,0  |
| 2003     | Utah Jazz       | 5   | 0   | 16,6 | 50,0 | 55,6 | 100  | 1,0 | 3,2  | 0,6 | 0,0 | 7,2  |
| 2004     | Houston Rockets | 5   | 0   | 7,6  | 16,7 | 100  | -    | 0,6 | 1,0  | 0,4 | 0,0 | 0,4  |
| Carriera | Carriera        | 131 | 109 | 28,8 | 43,2 | 34,5 | 77,7 | 3,6 | 6,9  | 1,0 | 0,1 | 9,0  |

### Allenatore
| Stagione | Squadra       | Regular Season | Regular Season | Regular Season | Regular Season | Regular Season         | Post Season                                             |
| Stagione | Squadra       | V              | P              | % V            | G              | Posizione finale       | Post Season                                             |
| -------- | ------------- | -------------- | -------------- | -------------- | -------------- | ---------------------- | ------------------------------------------------------- |
| 2011-12  | G.S. Warriors | 23             | 43             | 34,8           | 66             | 4º in Pacific Division | Manca i Playoff                                         |
| 2012-13  | G.S. Warriors | 47             | 35             | 57,3           | 82             | 2º in Pacific Division | Sconfitto alle Semifinali di Conference dai Spurs (2-4) |
| 2013-14  | G.S. Warriors | 51             | 31             | 62,2           | 82             | 2° in Pacific Division | Sconfitto al Primo Round dai Clippers (3-4)             |
|          | Carriera      | 121            | 109            | 52,6           | 230            |                        |                                                         |

## Palmarès
- NCAA AP All-America Second Team (1987)
- NBA Rookie of the Year (1988)
- NBA All-Rookie First Team (1988)
- NBA All-Star (1989)
- Miglior Assist-leader NBA (1997)
- Sesto per numero di assist di sempre NBA
- Trentaseiesimo miglior giocatore per palle rubate di sempre NBA